# Théodore de Reding de Biberegg
Théodore de Reding de Biberegg (né le 5 juillet 1755 à Schwytz - mort le 23 avril 1809 à Tarragone) était un général suisse au service de l'Espagne.
En 1808, il est vainqueur de la bataille de Bailén où il défait le général Pierre Dupont de l'Étang. Cette victoire, la première remportée sur une armée impériale, incitera l'Autriche et d'autres pays menacés, dont la Russie, à reprendre la guerre contre Napoléon.

## Filiation
Theodor (Théodore) de Reding est le fils de Theodor Anton Reding, lieutenant-colonel schwytzois au service de l'Espagne, et de Magdalena Freuler, fille d'un lieutenant-colonel de Garde suisse qui servit la France avant de servir Naples.
Théodore Reding a deux frères, Nazar Reding et Alois von Reding, qui embrassent comme lui la carrière militaire pour servir l'Espagne avec leur régiment Vieux-Reding dont ils avaient hérité de leur père.
Théodore Reding tenait de son père le titre de baron de Biberegg.

## Parcours
En 1769, à l'âge de 14 ans, il entre au service de l'Espagne, comme cadet dans le régiment suisse Vieux-Reding de son oncle Franz Karl Josef Reding dont il prend le commandement moins de 20 ans plus tard, en 1788. Parallèlement, il gravit tous les échelons de la hiérarchie militaire espagnole. Durant la guerre contre les Anglais à Minorque, il est promu lieutenant-colonel. En 1793 et 1794, il se distingue par son courage et ses talents militaires dans les deux campagnes des Pyrénées contre les Français. Puis en 1801, après le traité de San Ildefonso, il participe comme général de division aux campagnes menées conjointement par l'Espagne et la France contre le Portugal.
Suivront cinq années assez ternes à Malaga d'abord, puis sur les côtes de Cadix. Avec son régiment, il sera confiné à de fastidieux emplois de maintien de l'ordre et de surveillance. Ces années pourtant ne seront pas vaines puisqu'elles mettent en évidence son charisme et son remarquable talent d'organisateur. Ces qualités le désigneront tout naturellement quand il s'agira de nommer un nouveau gouverneur de Malaga en 1806.
Après l'invasion de l'Espagne par la France et la destitution des rois Charles IV et Ferdinand VII par Napoléon, toute l'Espagne s'embrase. La résistance à l'envahisseur gagne aussi Málaga. Théodore de Reding se met à la tête de l'opposition aux Français. Il devient le chef de la junte de Málaga, puis général de l'armée de Grenade. Les différentes villes d'Andalousie s'entendent pour organiser la lutte contre les Français et désignent le général Castaños comme général en chef de l'armée andalouse. Cependant Reding, son second le général Antonio Malet de Coupigny (es) et leurs deux divisions se trouveront seules pour affronter le général Dupont de l'Étang, le 19 juillet 1808 à la bataille de Bailén. De quatre heures du matin à midi, le général français lancera cinq assauts contre les lignes espagnoles. Devant la vanité de ses efforts pour forcer le passage et en raison de l'épuisement de ses troupes, Dupont demande une trêve qui se transformera en reddition pure et simple.

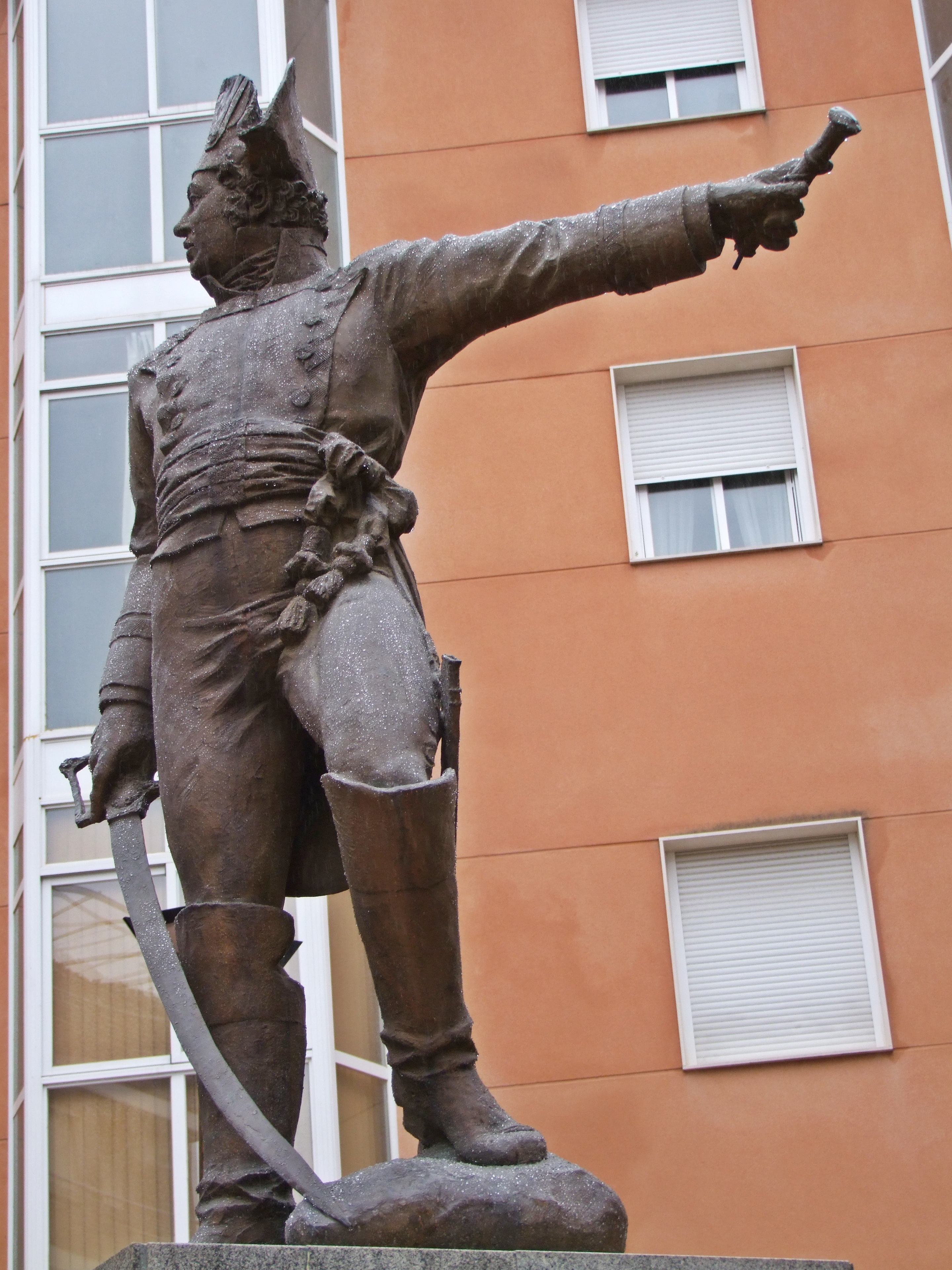
Statue en bronze de Théodore de Reding de Biberegg à Bailén

Après Bailén, Reding rentre en triomphateur dans sa ville de Malaga en septembre. Un mois plus tard, il est appelé par le chef de la Junte centrale d'Aranjuez à porter secours à la Catalogne. Sous les ordres du général Vives, capitaine général de la Catalogne, il essuie deux défaites à Cardedeu et à Molins de Rey, face au général Laurent de Gouvion-Saint-Cyr. La ville de Tarragone, capitale de la principauté depuis 1808, après la prise de Barcelone par les Français, réclame alors la démission de Vives et son remplacement par Reding en qui elle voit toujours un sauveur. La Junte Centrale accède aux désirs de la population et le nouveau capitaine général prend la tête des opérations contre Gouvion-Saint-Cyr. Le 25 février à Valls, il fait preuve de courage et d'audace. Après avoir repoussé le général Souham, il ne se retire pas à Tarragone comme le commanderait la sagesse, mais attend Gouvion-Saint-Cyr et Pino pour défaire complètement l'armée française. Il est vaincu. Blessé, il regagne Tarragone avec les restes de son armée. 
Il n'a plus que deux mois à vivre, deux mois qu'il consacre à remettre sur pied son armée et à poursuivre les fortifications de la ville.
Grand général malgré ses dernières défaites, habile organisateur, Reding a aussi laissé le souvenir d'un homme plein de compassion pour les blessés et les prisonniers, amis ou ennemis. C'est en visitant ses soldats, malades du typhus, qu'il est  infecté. Malade, il tente encore de sauver une partie des prisonniers de Bailén, sur la route de la déportation vers l'île de Cabrera, dans les Baléares.  
Il meurt le 23 avril 1809 à Tarragone.

## Liens
Association "Teodoro Reding"